# Ciclisme als Jocs Olímpics d'estiu de 1908 - 5.000 metres masculins
La prova dels 5.000 metres masculins va ser una de les set proves de ciclisme en pista que es van disputar als Jocs Olímpics de Londres de 1908. El temps màxim per completar la cursa era de 9 minuts i 25 segons.

## Medallistess
| Or             | Plata            | Bronze        |
| Benjamin Jones | Maurice Schilles | André Auffray |

## Resultats

### Semifinals
El primer classificat de cadascuna de les 7 semifinals passa a la final.
| Posició | Ciclista             | Temps        |
| ------- | -------------------- | ------------ |
| 1       | Johannes van Spengen | 8' 39,8"     |
| 2       | Daniel Flynn         | desconegut   |
| 3       | Guglielmo Malatesta  | desconegut   |
| 4       | Pierre Seginaud      | desconegut   |
| —       | William Bailey       | no finalitza |

| Posició | Ciclista           | Temps         |
| ------- | ------------------ | ------------- |
| 1       | Émile Marechal     | 9' 01,4"      |
| 2       | Frederick McCarthy | desconegut    |
| 3       | Antonie Gerrits    | desconegut    |
| —       | Ernest Payne       | no finalitza  |
| —       | Émile Demangel     | Desqualificat |

| Posició | Ciclista         | Temps      |
| ------- | ---------------- | ---------- |
| 1       | André Auffray    | 8' 56,8"   |
| 2       | Hermann Martens  | desconegut |
| 3       | Philipus Frylink | desconegut |
| 4       | Bruno Götze      | desconegut |
| 5       | William Morton   | desconegut |

| Posició | Ciclista                     | Temps        |
| ------- | ---------------------------- | ------------ |
| 1       | Gerard Bosch van Drakenstein | 8' 42,8"     |
| 2       | W. F. Magee                  | desconegut   |
| 3       | Paul Texier                  | desconegut   |
| 4       | Thomas Passmore              | desconegut   |
| —       | André Poulain                | No finalitza |

| Posició | Ciclista             | Temps      |
| ------- | -------------------- | ---------- |
| 1       | Benjamin Jones       | 9' 08,8"   |
| 2       | Karl Neumer          | desconegut |
| 3       | Luigi Arizini        | desconegut |
| 4-9     | Georgius Damen       | desconegut |
| 4-9     | Gaston Delaplane     | desconegut |
| 4-9     | Max Götze            | desconegut |
| 4-9     | Joe Lavery           | desconegut |
| 4-9     | Frank Shore          | desconegut |
| 4-9     | Richard Villepontoux | desconegut |

| Posició | Ciclista            | Temps      |
| ------- | ------------------- | ---------- |
| 1       | Clarence Kingsbury  | 8' 53,0"   |
| 2       | Guglielmo Morisetti | desconegut |
| 3       | Dorus Nijland       | desconegut |
| 4       | Gaston Dreyfus      | desconegut |
| 5-6     | Walter Andrews      | desconegut |
| 5-6     | Albert Calvert      | desconegut |

Semifinal 7
| Posició | Ciclista              | Temps      |
| ------- | --------------------- | ---------- |
| 1       | Maurice Schilles      | 7' 55,4"   |
| 2       | C. V. Clark           | desconegut |
| 3       | William Anderson      | desconegut |
| 4-7     | Guillaume Coeckelberg | desconegut |
| 4-7     | Rudolf Katzer         | desconegut |
| 4-7     | Georges Perrin        | desconegut |
| 4-7     | Floris Venter         | desconegut |

### Final
| Posició | Ciclista                     | Temps      |
| ------- | ---------------------------- | ---------- |
| Or      | Benjamin Jones               | 8' 36,2"   |
| Plata   | Maurice Schilles             | desconegut |
| Bronze  | André Auffray                | desconegut |
| 4       | Émile Marechal               | desconegut |
| 5       | Clarence Kingsbury           | desconegut |
| 6       | Johannes van Spengen         | desconegut |
| 7       | Gerard Bosch van Drakenstein | desconegut |